# إبراهيما دابو
إبراهيما دابو (بالفرنسية: Ibrahima Dabo)‏ هو لاعب كرة قدم فرنسي في مركز حراسة المرمى، ولد في 22 يوليو 1992 في كريتاي في فرنسا. شارك مع منتخب مدغشقر لكرة القدم. أما مع النوادي، فقد لعب مع نادي كريتيل.

## وصلات خارجية
- إبراهيما دابو على موقع قاعدة بيانات كرة القدم.إي يو (الإنجليزية)
- إبراهيما دابو على موقع ناشيونال فوتبول تيمز (الإنجليزية)
- إبراهيما دابو على موقع Soccerway.com (الإنجليزية)
- إبراهيما دابو على موقع عالم كرة القدم.نت (الإنجليزية)
- إبراهيما دابو على موقع كووورة